# Miss Israele 2003
La cinquantaquattresima edizione di Miss Israele si è svolta al centro congressi di Haifa il 1º aprile 2003. La serata finale è stata trasmessa in diretta televisiva su Channel 2 ed è stata presentata dalla cantante Orna Datz. La vincitrice del concorso è stata la diciottenne Sivan Klein..

## Svolgimento
La cerimonia si è aperta sulle note di "The biggest party in the city", cantata dalla presentatrice Orna Datz che ha poi presentato le venti finaliste, che hanno sfilato prima in costume da bagno e poi in abito da sera.. 
Dopo alcuni numeri musicali che hanno visto esibirsi Shlomi Saranga and Moshik Afia con Sweet Dreams e Lior Narkis con Words of Love, le due modelle Galit Gutman ed Linor Abergil hanno annunciato le dieci semifinaliste che hanno poi sfilato con gli abiti dello stilista Danny Mizrahi. Il palco è stato poi occupato da Ilanit Levy, Miss Israele 2001, che si è esibita in un duetto con la cantante Ilanit. Dopo l'esibizione, il gruppo delle finaliste si è ristretto a sei: Stavit Budin, Sivan Klein, Shahar Nehorai, Miri Levy, Shimrit Cohen and Matar Cohen, che hanno avuto modo di farsi conoscere meglio dal pubblico rispondendo a una domanda personale posta dai giudici.
Dopo quest'ultima prova vengono premiate le vincitrici. Shahar Nehorai viene premiata come "preferita dal pubblico" a larga maggioranza, vincendo un biglietto aereo per Parigi. Al terzo posto si è classificata la diciottenne Stavit Budin,  al secondo Miri Levy, di vent'anni, mentre al primo posto viene proclamata Miss Israele 2003 la diciottenne Sivan Klein.

## Risultati

### Piazzamenti
| Risultato finale  | Concorrente                                                   |
| ----------------- | ------------------------------------------------------------- |
| Miss Israele 2003 | - Sivan Klein                                                 |
| 2ª classificata   | - Miri Levy                                                   |
| 3ª classificata   | - Stavit Budin                                                |
| 4ª classificata   | - Shahar Nehorai                                              |
| Top 6             | - Matar Cohen - Shimrit Cohen                                 |
| Top 10            | - Nivit Bash - Orit Fisher - Liraz Leibovich - Alina Shtotman |